# كوستادين دياكوف
كوستادين دياكوف (بالبلغارية: Костадин Дяков)‏ هو لاعب كرة قدم بلغاري في مركز الوسط، ولد في 22 أغسطس 1985 في بلوفديف في بلغاريا. لعب مع بيرين بلاغويفغراد وسلافيا صوفيا وفيهرين ساندانسكي وليفسكي صوفيا ونادي بوتيف بلوفديف.

## وصلات خارجية
- كوستادين دياكوف على موقع قاعدة بيانات كرة القدم.إي يو (الإنجليزية)
- كوستادين دياكوف على موقع Soccerway.com (الإنجليزية)
- كوستادين دياكوف على موقع عالم كرة القدم.نت (الإنجليزية)